# Назаретанцы
Назарета́нцы (Конгрегация Св. Семейства из Назарета, лат.  Congregatio Sacrae Familiae a Nazareth, F.N) — католическая мужская монашеская конгрегация, основанная в Брешии (Италия) в 1900 году святым Джованни Баттистой Пьямартой.

## История
В 1900 году священник Джованни Баттиста Пьямарта основал в Брешии общество, целью которого было религиозное воспитание и обучение подростков, главным образом, сирот и детей из неблагополучных и крестьянских семей. Кроме самого Пьямарты в общество входили шесть священников, три монаха и три мирянина-помощника. Деятельность общества получила одобрение со стороны епископа Брешии, который утвердил его название — «Благочестивое общество Святого Семейства». В 1911 году появилась женская ветвь общины. Первоначально общество не являлось чисто монашеским, его члены давали лишь обет послушания настоятелю, но в 1939 году оно было реорганизовано и превратилось в полноценную монашескую конгрегацию. Она стала называться «Конгрегация Св. Семейства из Назарета», в 1948 году устав конгрегации был одобрен папой Пием XII.
В послевоенное время назаретанцы испытывали рост, в 1957 году была основана первая обитель за пределами Италии, а именно в Бразилии.

## Организация
По данным на 2020 год конгрегация насчитывала 129 членов, из них 92 священника. Конгрегации принадлежат 23 обители, большая часть в Италии, есть также обители в Бразилии, Чили и Анголе. Основная деятельность отцов-назаретанцев лежит в области воспитания и образования молодёжи, особенно из беднейших слоёв общества. Назаретанцами основано множество школ и профессиональных училищ, издаётся учебная литература.
Девиз конгрегации — Pietas et Labor (Милосердие и Труд).